# Дигиторектални преглед
Дигиторектални преглед или  ректални туше је палпаторна или метода опипавања која се сматра обавезним прегледом када се добију у анамнези одређени подаци о нарушеној функцији завршног црева и ануса, простате... На овај начин се могу препознати тумори (око 50% карцинома ректума) чија се доња ивица налази на око 7—8 см од анокутане линије.

## Индикације
Након добро узете анамнезе и клиничких симптома који имају пацијенти са колоректалним болестима индикације за дигиторектални преглед могу бити:
- крв у столици,
- промене у начину пражњења црева,
- сужење калибра измета (карактеристично за карциноме ректосигмоидног дела колона),
- болови у трбуху и грчеви (леви колон),
- анорексија,
- губитак телесне тежине,  мучнина, замарање и анемија (десни колон).
- дијагноза ректалних тумора и других облика рака;
- дијагноза поремећаја простате, посебно тумора и бенигне хиперплазије простате.
- дијагнозу упале слепог црева или други стања акутног абдомена.[6]
- процена мишићног тонуса аналног сфинктера, који може бити користан у случају фекалне инконтиненције или неуролошких болести, укључујући трауматске повреде кичмене мождине;
- Код женки, за гинеколошке палпације унутрашњих органа;
- код испитивања тврдоће и боје измета (у случајевима констипације, и фекалне импакције);
- пре колоноскопије или проктоскопије, односно уметањем медицинских уређаја
- процена хемороида иако су унутрашњи хемороиди често превише меки да би се осетили, визуелни преглед може бити кориснији;
- код новорођенчади да се искључи незупчани анус.[7][8]

У склопу редовних систематских прегледа, становништва старијег од 50 година, обавезан је дигиторектални преглед у циљу правовременог откривања тумора ректума и простате.

## Начин извођења
За обављање овог крајње једноставан преглед, који се заснива на уметању кажипрста кроз анус у ректум, од опреме су потребни једино пластичне, нестерилне рукавице, вазелин (евентуално са 2% локалним анестетиком ксилокаин гел), и добра воље и искуства лекара.
Преглед се може вршити у колено—лакатном положају пацијента или у левом бочном положају са високо, ка
грудном кошу подигнутим коленима, који је пацијенту угоднији и лекару погоднији за обављање прегледа.
Прегледом се код мушкараца, жене и деце испитује крајњи део дебелог црева и да ли постоји крварење или тумор. Код мушкараца, овим прегледом се може опипати простата а код жена врат  материце. Након што је ректум дигитално прегледан, лекар прегледава врх кажипрста како би уочила могућа крв, слуз итд.
Упркос страху, преглед код већине људи није болан. Мушкарци га најчешће описују као притисак и нелагоду, док га жене боље подносе.
Код девојака са непокиданим хименом преглед материце се може обавити дигиторекталним прегледом.

## Контроверзе
Имајући у виду специфичност прегледа који једним делом задире у интиму испитаника, преглед се не сме изводити без претходног пристанка болесника. 
Наиме према извештају медија, многи пацијенти су пријавили известан број студената медицине у Аустралији и Уједињеном Краљевству који нису били подучаван да добије претходну сагласност пацијената пре испитивања њиховог ректума. Многи од тих пацијената били су чак и присиљени да се подвргну ректалном прегледу док су били на лечењу у болници, упркос томе што су се снажно противили болничком особљу.